# Leptochilus duplicatus
Leptochilus duplicatus är en stekelart som först beskrevs av Johann Christoph Friedrich Klug 1835.  Leptochilus duplicatus ingår i släktet Leptochilus och familjen Eumenidae. Utöver nominatformen finns också underarten L. d. xanthochromus.